# 權力分立
權力分立，是一種现代國家統治模式，該設計將各種國家公權力分散，不使其集中在單一組織內，以讓這類掌政機關互相制衡。
這一名詞首先在啟蒙時代由英國哲人约翰·洛克在《政府论》中所提出，而此種設計通常以法國哲學家孟德斯鳩後繼提出的三權分立（拉丁語：trias politica）而為人熟知，即是將行政、立法和司法三個政府權力分開，參照彼時英國，由君主（或王室領袖）掌管行政權，但不能反抗議會訂定的法律，否則國家有權替換新王。此外，君主亦須任命首相為代表行使行政權，由首相領導的內閣執行政策。若該國為共和國家，無王室亦無君主，則行政權歸於政府，由總統或總理代表行使，但總統須遵守憲法和受議會制約。此制度或類似體制可以促使一國從人治轉向法治，是民主國家發展的重要階段。
权力机构共同存在、互相制衡的政权组织形式，是当前世界上大多数国家所采用的政治制度。權力分立是民主國家的重要政治原則和政治制度，制度設計是通过互相制衡，達到避免政府濫用權力之目的。

## 学说历史

### 古代
分權思想可溯源到古希臘的亞里士多德，在其著作《政治學》中，首先提及“混合政府”或混合政體的概念，他在其中藉鑑了古希臘城邦的許多憲法形式。在羅馬共和國，羅馬元老院、羅馬執政官和羅馬人民大會展示了波利比烏斯所說的混合政體的例子。波利比烏斯詳細描述和解釋制衡制度，并將第一個此類政府歸功於斯巴達的來古格士。

### 英国及其殖民地之早期现代混合政府
約翰·喀爾文贊成在民主和貴族之間劃分政治權力的政府制度（混合政體）。喀爾文讚賞民主的優勢，他說：“如果上帝允許人民選舉自己的政府和行政長官，那將是一份無價的禮物。”為了減少濫用政治權力的危險，喀爾文建议设立數個政治机构，在制衡系统中相互补充和控制。
藉此，喀爾文及其追隨者抵制了獨裁主義，促進了民主的發展。喀爾文的目标是保护普通人的权利和福祉。1620年，一群英國分離主義公理會和聖公會教徒（後來被稱為朝聖先輩）在北美建立了普利茅斯殖民地。他们享有自治权，建立了兩權民主的政府制度。“自由人”選舉出了普通法院，行使立法和司法职能，並反過來選舉了一位总督，总督與他的七名“助手”一起擔任提供行政權力的職能角色。馬薩諸塞灣殖民地、羅德島州、康涅狄格州、新澤西州和賓夕法尼亞州都有類似的憲法——它們都將政治權力分開。（普利茅斯殖民地和马萨诸塞湾殖民地外，这些英国前哨基地在其民主制度中增加了宗教自由，这是发展人权的重要一步。)
威廉·布拉德福德的《普利茅斯種植園》等書籍在英國廣為傳閱。因此，殖民地的政府形式在母國眾所周知，包括哲学家约翰·洛克。他从对英国宪政制度的研究中，推断出将政治权力分为立法权（應分配給幾個機構，例如上議院和下議院）、负责保护国家和君主特权的行政權和联邦权(執掌外交等事務)之好处，因为英格兰王国没有成文宪法。

### 三方系統
在英國內戰期間，議員們認為英國的政府體系由三個部門組成——國王、上議院和下議院——其中第一个部门只拥有行政权力，而后两个部门拥有立法权力。最早提出三權分立制度的文件之一，是《政府約法》，由英國將軍約翰·蘭伯特於1653年撰寫，并在護國公時期很快被采纳为英国的宪法，为期数年。该制度包括一个立法部门（议会）和两个行政部门，即英国國務會議和护国公，所有这些部门都由选举产生（尽管护国公是终身制），并相互制约。
英國思想的進一步發展，係司法權應該與行政部門分立。這是由於斯圖亞特王朝復辟期間，王室使用司法制度起訴反對派領導人。
第一個確立立法、行政和司法部門三權分立原則的憲法文件，是烏克蘭指揮官皮里普·奥里克於1710年編寫的《关于扎波罗热军队权利和自由的条约和决议》。

### 约翰·洛克的立法、行政和聯邦權力

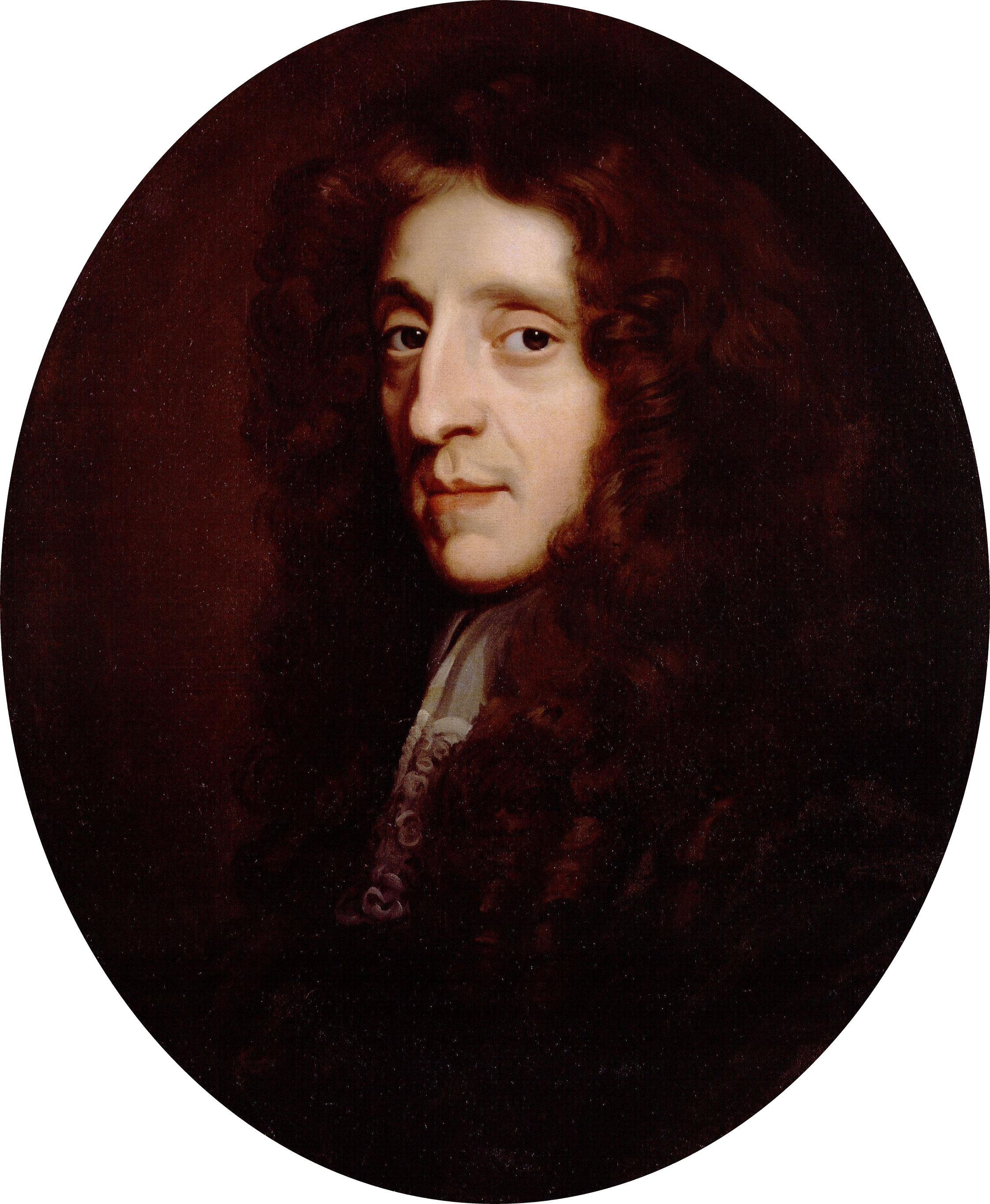
約翰·洛克

約翰·洛克在他的著作《政府論》中，闡明了孟德斯鳩三方體系的早期先驅。在政府論中，洛克區分了立法權、行政權和聯邦權。洛克將立法權定義為“有權指導如何使用聯邦的力量”，而行政權則意味著“执行已制定并保持效力的法律”。洛克進而區分了聯邦權力，它包含“战争与和平、联盟与同盟，以及与联邦以外的所有人和团体的所有交易的权力”以及外交政策。洛克区分了不同的权力，但没有区分不同的机构，并指出一个机构或个人可以分享两个或更多的权力。例如，洛克指出，雖然行政權和聯邦權不同，但它們通常合併在一個機構中。
洛克认为，立法权高于行政权和联邦权，后二者处于从属地位。洛克推断，立法权乃至高无上，因为它有制定法律的权力；“凡是能给别人制定法律的，就必须高于他”。據其說法，立法權來自人民，人民有權制定和取消立法機構：
當人們說我們將服從規則，並受這些人制定的法律管轄時……沒有其他人可以說其他人將為他們制定法律； 人民也不受任何法律的約束，除非那些法律是由他們選擇的人制定的，並被授權為他們制定法律。
洛克認為，对立法权應設有一些限制。他说，立法机构不能任意治理，未經被治者的同意不能征稅或沒收財產（參見“無代表，不納稅”），也不能將其立法權轉移給另一個機構，即所謂的非授權原則。

### 孟德斯鳩的三權分立制度

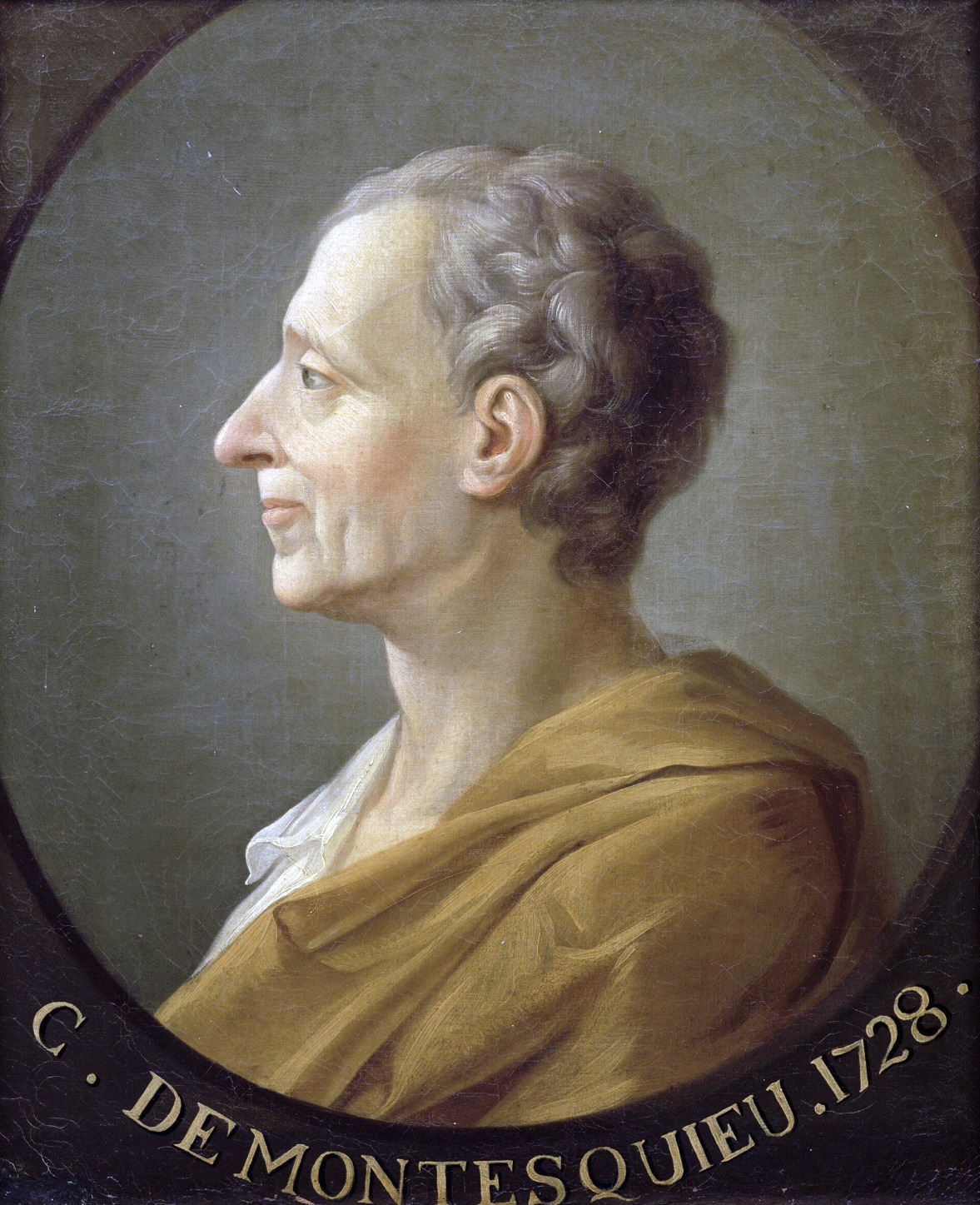
孟德斯鳩

“三權分立”一詞通常歸於法國啟蒙運動的政治哲學家孟德斯鳩男爵，儘管他沒有使用這個詞，而是指權力的“分配”。在《論法的精神》中，孟德斯鳩描述了立法機關、行政機關和司法機關之間政治權力分配的各種形式。孟德斯鳩的方法，是提出並捍衛一種政府形式，其權力不會過度集中在單一君主或類似的統治者身上（當時稱為“貴族制”）。他以羅馬共和國憲法和英国的憲政制度为基础，提出了这种模式。孟德斯鸠认为，罗马共和国的权力分離，因此無人可以篡夺全部权力。在英國憲法體系中，孟德斯鳩發現了君主、議會和法院之間的三權分立。

每个政府都有三种权力：立法权；对于依赖國際法的事物的行政权；以及对于依赖民法的事物的行政权。
根据第一种权力，君主或地方官颁布临时或永久的法律，并修改或废除那些已经颁布的法律。根据第二项规定，他可以和談或宣戰，派遣或接收使館，建立公共安全，並提供防禦入侵。第三，他惩罚罪犯，或决定个人之间出现的争端。后者我们将称之为司法权，而另一种則簡稱為国家的行政权。

孟德斯鳩鸠认为，每个权力只应行使自己的职能。他在这里说得很明确。

当立法权和行政权集中在同一个人身上，或集中在同一个行政机构中时，就不可能有自由；因为人们可能会担心，同一个君主或元老院会制定暴虐的法律，以暴虐的方式执行这些法律。
同样，如果司法权不与立法权和行政权分开，就不会有自由。如果它与立法权结合在一起，臣民的生命和自由就会受到任意的控制；因为法官就会成为立法者。如果它与行政权结合在一起，法官就可能以暴力和压迫的方式行事。

如果由同一个人或同一个机构，无论是贵族还是人民，来行使这三种权力，即制定法律、执行公共决议和审判个人的原因，那么一切就都完了。 
對於每個單獨權力，權力分立需要不同的正当化來源，或來自同一來源的不同正当化行為。如果立法部門如孟德斯鳩所指出的那樣任命行政和司法權力，則不會出現權力分離或劃分，因為任命權伴隨著撤銷權。

行政权应该掌握在君主手中，因为政府的这一部门需要迅速行动，由一个人管理比由许多人管理要好；另一方面，凡是取决于立法权的事情，由许多人管理往往比由一个人管理要好。
但是，如果没有君主，而将行政权交给从立法机构中选出的一定数量的人，那么自由就会结束；因为这两种权力会结合在一起，因为同一个人有时会拥有，而且总是能够拥有这两种权力的份额。

孟德斯鳩明確指出，司法獨立必須有實質性，而不僅是形式性。司法機關通常被視為三種權力中最重要的一支，獨立且不受約束。

### 制衡
根據制衡原則，國家各部門都應該有限制或制衡其他部門的權力，在國家的三個獨立權力之間建立平衡。每个部门为防止其他部门成为最高权力而做出的努力，构成了永恒冲突的一部分，这使人民不受政府滥用的影响。伊曼紐爾·康德是這一點的倡導者，他指出“建立国家的问题即使是由魔鬼组成的国家也能解决”，只要他们拥有一部适当的宪法，让对立的派别相互对抗。其理念是，仅仅分离权力和保证其独立性尚且不足，各部门还需要有宪法手段，以捍卫自身的合法权力，不受其他部门的侵犯。它们保证各部门有相同的权力水平共同平等，即為平衡，從而可以相互限制，避免權力的濫用。
制衡之起源，如同三權分立本身，在啟蒙運動中特別歸功於孟德斯鳩的 《論法的精神》。在這種影響下，它於1787年被美國憲法实现。在聯邦黨人第78號中，亞歷山大·漢彌爾頓引用孟德斯鳩的話，將司法部門重新定義為與立法和行政部門同等的獨立政府部門。在漢密爾頓之前，美洲殖民地的許多殖民者都堅持英國的政治理念，並認為政府分為行政和立法部門（法官作為行政部門的附屬機構）。
以下從美國憲法（特別是聯邦黨人第51號）经验中，分权及相互制衡的例子，可以说明类似形式的政府也适用的一般原则：

但是，防止幾個權力逐漸集中在同一部門中的重大保障在於，給予管理每個部門的人必要的憲法手段和個人動機，以抵抗其他部門的侵犯。與所有其他情況一樣，在這方面的防禦規定必須與受到攻擊的危險相稱。必須有野心來抵消野心。人的利益必須與地方的憲法權利相聯繫。這可能是對人性的一種反思，即这种手段对于控制政府的滥用是必要的。政府本身不就是對人性的最大反思嗎？如果人是天使，就不需要政府了。如果天使要統治人類，那麼對政府的外部或內部控制都不是必要的。建立一個人治人的政府，最大的困難在於：你必须首先使政府能够控制被统治者；其次使它有义务控制自己。

對人民的依賴無疑是對政府的主要控制；但經驗告訴人類必須採取輔助預防措施。這種通过相反和對立的利益來彌補更好動機的缺陷的政策，可以追溯到整個人類事務系統，无论是私人还是公共事务。我们看到它特别表现在所有的权力分配上，我们看到它特别表现在所有的权力分配上，即每个职位都可以对另一个职位的制约，以使每个人的私人利益可以成为公共权利的哨兵。在国家最高权力的分配中，这些审慎的发明是必不可少的。
| 立法（國會） | 行政（總統） | 司法（最高法院） |
| --- | --- | --- |
| - 通過法案；拥有广泛的稅收和支出权；規範州際貿易；控制聯邦預算；有權以美國的名義借錢（可能會被總統否決，但否決權可能會被兩院三分之二的投票否決） - 擁有唯一的宣戰權，以及籌集、支持和管理軍隊的權力。 - 監督、調查並為政府及其官員制定規則。 - 在憲法未規定的情況下，通過法律確定聯邦司法機構的管轄權。 - 批准總統簽署的條約，并对总统在联邦司法机构、联邦行政部门和其他职位的任命提出意见和同意（僅限參議院）。 - 擁有彈劾（眾議院）和彈劾審判（參議院）的唯一權力；可以因重罪和輕罪將聯邦行政和司法官員免職 | - 是軍隊的總司令 - 執行國會的指示。 - 可以否決國會通過的法案（但否決權可能會被兩院三分之二多數推翻） - 執行國會授權的支出 - 宣布緊急狀態並發布行政法規和行政命令。 - 制定行政協議（不需要批准）並簽署條約（批准需要參議院三分之二的批准） - 在參議院的建議和同意下任命聯邦司法機構、聯邦行政部門和其他職位。有權在參議院休會期間進行臨時任命 - 有權“對針對美國的罪行給予緩刑和赦免”，彈劾案除外。 | - 確定國會打算適用於任何特定案件的法律 - 行使司法審查，審查法律的合憲性 - 確定國會如何將法律應用於爭議 - 確定法律如何確定囚犯的處置方式 - 確定法律如何採取行動迫使證詞和出示證據 - 確定應如何解釋法律，以通过上訴程式以自上而下的方式確保統一的政策，但將個別案件的自由裁量權交給低級法官。酌處權的數額取決於審查標準，而審查標準取決於所涉案件的類型。 |

## 分權之目的
分權之目的，在於避免獨裁者的產生。古代的皇帝乃至地方官員，均集立法、執法（行政）、司法三大權於一身，容易造成權力的濫用。即使在現代，立法、運用稅款的權力通常掌握在代表人民意願的議會中，司法權的獨立在於防止執法機構濫權。同時各種權力由於在行使過程中獨立於其他公權力之外，不會受到其他權力所帶來的干擾，使權力的行使有一定彈性，並可為國家的運行提高效率。

### 典型三權
- 行政權
- 立法權
- 司法權

### 第四、五權
- 第四權指的是新聞媒體，指除了基本的三權以外，新聞媒體逐漸發展茁壯，形成對當前政府的監督力量；另外，現代有新提倡經過網路發展後，形成第五權的個人監督力量。
- 然則，上述說法是為誤用，因為新聞權與網路權皆不具備政府公權力之公共性質，且就行使者而言，二者僅為人民之權利（主要為出版自由及表達自由權）（Right）而非國家之權力（Power）。

### 其他分權
部分國家會將更多政府機構分立於三權之外，常見有：
- 審計機構（英语：Supreme audit institution）
- 中央銀行
- 公共服務委員會（英语：Public Service Commission）（公務員委員會（英语：Civil service commission）、公務員敘用委員會、民事服務委員會）
- 憲法法院[註 1]
- 選舉委員會[註 2]
- 調解權（英语：Moderating power (Empire of Brazil)）
- 國家人權機構（英语：National human rights institution）
- 申訴專員（如議會監察使、監察院）
- 检察官

## 權力分立的實行

### 美國的三权分立模式
美國開國元勳對政府權力普遍採取不信任的態度。為了保障公民自由和限制政府的權力，他們接納了孟德斯鸠的想法，在美国宪法之內清楚地把行政、司法、立法分隔且使其互相制衡。其時，這種憲制是前所未有的嶄新嘗試。至今美国联邦政府的三權分立，仍然是眾多民主政體中實行最徹底的。而美國多數州政府亦有相同的憲制架構。
三權分立常見的問題，是如何解決行政及立法機關之間的矛盾。方法之一是採用議會制。在議會制之下，行政機關的領導來自立法機關的多數派。行政、立法二權並不完全分離。現代一般認為，成功和穩定的自由民主政制未必需要徹底三權分立。事實上，除了美國以外，所有開始實行民主便使用總統制的國家，它們的首次民主嘗試都以失敗告終。相反，議會制政府因議會是最高權力，成功率反而較高。就算是三權分立典範的美國，如何解決權力機關之間的矛盾，仍然不時出現阻礙。
美國總統根據憲法擁有行政權，並隨著時間不斷擴權。1930年代大萧条时期，罗斯福總統上台颁布一系列法令，并通过民主黨国会授权，取得美国总统史上前所未有的巨大行政权力。但由共和黨總統任命、保守派控制的美国联邦最高法院，却经常驳回一些新政法令，認為這些法令違憲。结果，1935年1月，最高法院以8比1的票数，宣布罗斯福的《全国工业复兴法》等新政法律违宪。罗斯福为加快推行新政，于1936年3月6日进行了“炉边谈话”，将矛头直指最高法院，要求美国国会讓他無限制增加美國最高法院大法官的數目，間接将司法置于行政管辖下，全面掌握三權，这就引起了全国范围的激烈爭議。後來，大法官認為《最低工资法》大部分並無違宪。有人認為，當時大法官是为了保证三权分立，避免總統擴大最高法院削弱司法獨立，維持三權分立的格局而退让。2020年，在共和黨籍總統的提名下，美國最高法院大法官中保守派相比自由派多3名大法官，在未來數十年內美國司法部門的裁決將傾向於同樣屬於保守派的美國共和黨，由於共和黨參議院領袖支持在選舉年共和黨籍總統突擊提名保守派大法官，並在距離總統大選投票日不到40天的時間內，推動確認程序，這打破兩黨長久以來對三權分立的默契遭到民主黨人批評「濫用權力」。自由派及民主黨通常希望通过最高法院，來實現他們的政治議程，包括牽涉公民權利的法律通过最高法院來落實，例如備受爭議的墮胎權、槍械管制和LGBT權益等；保守派和共和黨則希望通过控制最高法院，來捍衛開國元勳對原憲法的設計構想和價值觀。

### 英国的議會至上模式
英国和大多数英联邦国家使用西敏制的议会制，奉行“议会至上”的原则，且行政权和立法权有较大的联系，政府的主要官員同時是議員，行政、立法兩權集於一身而不是分開，但司法权基本独立。相較於三權分立源於美國，司法獨立可謂英國起源。
英国首相和内阁通常都来自下议院，并对下议院负责，首相和内阁如果失去下议院的支持或信任，要么辞职，或提请君主解散下议院重新选举。过去，英国上议院拥有司法职能，专门负责对贵族进行聆讯的议员，称作常任上诉法官。二战后，上议院的司法职能基本上由“上议院受理上诉委员会”行使。这种设置使得上议院集立法、司法职能于一身。自《2005年宪制改革法令》生效以来，上议院不再保留司法职能。英国枢密院也拥有一定司法职能，但2005年以后，仅对海外领地的案件拥有管辖权。

#### 日本的议会制

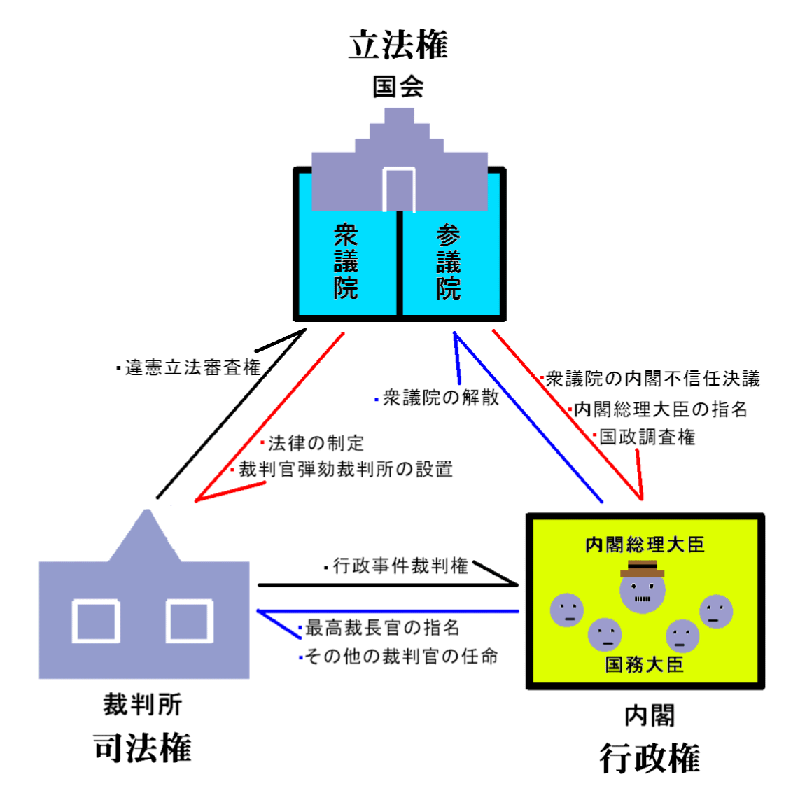
日本国宪法的權力分立

英国的议会制度在世界各国也有相当的影响力，例如，在1952年日本恢復主權後，「法案源自外國」的問題曾引起爭議。但在1945年未及1946年，已有許多憲法改革的公眾討論，駐日盟軍總司令道格拉斯·麥克阿瑟五星上將草擬的日本國憲法，明顯受到日本自由主義思想所影響，日本自由主義分子視之為取代歐陸式專制主義的明治憲法的最佳選擇。麥克阿瑟的草擬法案，並不打算推行美國式的總統制或聯邦制；相反的，草案採用英國式的議會制，實行兩院制，但兩院的議員和美國一樣，皆由公民直接選出，只不過取代原貴族院的日本參議院的權力不及日本眾議院，在實行眾議院優越制下，內閣總理大臣及內閣成員皆由众议院产生。
宪法规定日本国会为“国家权力的最高机关”，内阁应当对国会集体负责，国会被赋予至上的政治权力。但是，宪法赋予了内阁提交法案的权力，国会通过的法案大部分是由内阁提出，因此实际上内阁的权限最大，所谓行政国家现象非常显著。内阁下辖各省厅，负责日本的国家行政事务。值得一提者，在行政机关内部有不受内阁领导的獨立机关，會計檢查院，在宪法地位上平行内阁。日本的法院称作“裁判所”，包括最高裁判所和下级裁判所，有权对内阁或国会的行为进行违宪审查。

#### 德国的议会制
另外，二战的战败国德国也重新确立了国家实行议会制，德国的国家机构的主要职能，主要分为六大部分，分别是总统、内阁、联邦议院、联邦参议院、联邦大会和宪法法院。
总统和内阁主要负责国家行政事务，内阁由联邦议院产生并对其负责。与先前魏玛宪法的不同是，1949年的德意志联邦共和国基本法并未像魏玛宪法那样，赋予总统较大的权力（希特勒就是利用魏玛宪法赋予总统的权力，逐步为自己实现独裁统治铺路的），为避免出现独裁覆辙，基本法僅给予总统象徵性職權，例如作为国家元首，对外代表德国、根据联邦议院的决定，任免联邦总理、根据联邦总理的提名，任免联邦政府各部部长等。战后，德国真正的权力中心是联邦议院（国会下院），及其产生的由总理领导的内阁。
联邦大会也是德国的国家机构之一，其唯一职能，是依据《基本法》第54章第1节第1条（Artikel 54 Absatz 1 Satz 1 GG）的规定，选举德国联邦总统。
拥有德国国家立法职能的机构，为联邦议院和联邦参议院，两院共同行使立法权。联邦参议院没有选举任期，為连续性的国家机关，党派比例随着联邦州议会的选举而变化；而联邦议院则為非连续的国家机关，每4年重新选举一次。
德国还设有非常权威的宪法法院，主要职责包括就政府单位间的争端做出裁判，对法律进行审查，审理宪法诉讼以及确定政党是否违宪。如果对某个政党的合宪性存在质疑，联邦议院、联邦参议院和联邦政府有权向宪法法院申请取缔政党令，宪法法院随即依法审查该党纲领和党员行为。此外，德国公民认为自己在基本法中所规定的权利，受到政府权力的侵害，就可向联邦宪法法院起诉。

#### 马来西亚的议会制
马来西亚过去曾是英国殖民地，因而受到西敏制影响，在1957年独立后也沿用英国的三权分立制，即行政、立法和司法三权分立。三权分立下，各权力之首脑皆直属最高元首陛下，由统治者会议选举产生，皇玺是马来统治者传统权威的象征，设有掌玺大臣。但在国家权力的实际运作上，最高元首必须依照首相以及内阁的意见行使职权，宪法也限制了他的权力，亦即是虚位元首。
- 内阁：由首相所领导，是负责马来西亚行政事务的国家机关。
- 国会：由上议院主席和下议院议长所领导，马来西亚国会实行两院制，即上议院和下议院，是负责马来西亚立法事务的国家机关。
- 法院：由联邦首席大法官所领导，包括联邦法院、上诉庭、高等法院、回教法庭等，是负责马来西亚司法事务的国家机关。

### 法国的雙首長制
在法蘭西第五共和國建立時，汲取了前幾次法蘭西第三共和國、法蘭西第四共和國時期，議會民主制度失敗的教訓（國民議會是法國的最高權力，經常行使倒閣權，以保證共和派控制國民議會，阻止保王派復辟，但造成政府長期不穩定，內閣經常改組及解散。），因此開始創立並執行半總統半議會民主制（雙首長制），加強總統以及總理領導的內閣的權力，削弱法国国民议会的倒閣權，总统甚至有权解散国民议会，但不能解散法国参议院。維持到現時法國的政體，並未改變。而最近幾年，法國和德國的密切合作，成為歐洲經濟一體化不可或缺的主要動力，例如在1999年歐元的流通就是一例。
某方面上，法国总统的权力比美国总统的权力要大，因为法国总统拥有解散议会、提议举行公民投票等权力，甚至可以在国家出现紧急状态时，行使非常权力，而美国总统一般不具备这些权力。所以法国双首长制实质上成了围绕总统的权力，因为无论在法律上还是实际上，总统都凌驾于政府内阁、国会两院、翻案法院和国务委员会之上。

### 瑞士的委员会制
瑞士的委员会制，本质上是代议制及议会制的混合民主政体，联邦委员会按照国会选举结果产生，各委员不能兼任议员，并采合议多数决。被选举成为联邦委员会成员的国会议员，将失去在国会中的议员资格，职位将会由其他人来递补。
联邦委员会作为最高行政权力机关，各委员权力均等，除非委员自己辞职，否则任何机关均无权对其罢免或将其免职。国会不能对委员提出不信任案，委员会也无权解散国会。联邦委员会通常设置七名委员，瑞士联邦主席由这七名委员轮流担任，任期一年，不能连任。联邦委员会主席没有特殊权力，仅负责主持会议，各委员均具有相同的权限。同时，各委员兼任政府各部门的首长，主管所属部门的行政职能。
为了协调国会与联邦委员会的关系，瑞士还设立了联邦秘书处，除了以上职能外，该秘书处还负责同时处理联邦国会与联邦委员会的秘书业务。

### 其他模式的权力分立

#### 匈牙利的四權分立制
在匈牙利有四个国家机构独立行使四项权力，除国民议会、政府、法院系统外，还有一个公诉机构系统，由首席检察官领导，这项特殊制度的建立，是受到1974年葡萄牙康乃馨革命影响而设立，但首席检察官的官职则早在1872年便已设立。
匈牙利的公诉机构，成为独立于三权之外的第四项权力，是1989年东欧剧变之后开始的，这一年匈牙利修改宪法，公诉机构“公诉办公室”独立设置的目的，是防止国家权力被滥用，尤其是被针对用于对反对派的诬告陷害。如果公诉办公室不认真履行职责，当事人有权直接向法院提起诉讼指控，如果法院认为这些指控是有价值的，则会命令警察采取行动，避免因为公诉办公室的不作为侵害当事人合法权益，但是2005年匈牙利宪法法院认为，警察代表的政府不拥有这项特权。
- 匈牙利议会：在一个高度复杂的两轮投票制度下，每4年由人民选举产生，匈牙利议会实行一院制。
- 匈牙利政府：议会以过半数票之相对多数原则，使政府要员就职或离职，任期4年，其中总理由具有礼节性质的总统指定议会最大党派的领导人担任。
- 匈牙利最高法院（英语：Supreme Court of Hungary）和匈牙利宪法法院（英语：Constitutional Court of Hungary）：皆由议会选举产生，最高法院法官任期8年，宪法法院法官每届任期为6年。
- 首席检察官（英语：Chief Prosecutor of Hungary）：由议会选举产生，每届任期9年，预算较为固定，不受政府在财政上的制约。

#### 中華民國之五權憲法制
中華民國採用孫文所提出的五權憲法设计，除了行政、立法、司法三权外，外加考试与监察二权。五权憲法的思想是孙中山針對於新民主的制度運作方式思考後，结合西方的三权分立与中国古代政治制度結合，創造出具中國傳統特色的政治制度。此制度目前為中華民國獨有，世界諸國多採行三權分立或自行獨創制度。但制憲國民大會所制定的中華民國憲法，與孫文原始的五權憲法規劃存有差異。
按中華民國憲法本文，總統是虛位元首，行政院院長為最高行政首長，總統提名及立法院同意後上任；國民大會是最高政权机构，除有修宪权外，还行使选举、罢免、创、复决四项权力（后两项权力事实上受延宕），並負責選出總統與副總統。中央政府在國民大會及總統之下，設行政院、立法院、司法院、考试院、監察院等5个治权机构，分别行使行政、立法、司法、考试、监察等5权；其他國家由立法部門單獨行使的國會職權，由國民大會、立法院、監察院共同行使。
而經1990年代以來的多次修憲後，部分憲法本文被憲法增修條文取代，總統改為公民直選，國民大會停止運作；現行實施雙首長制，實務上則接近总统制，總統掌握大部分行政權。
- 總統（不在五權分立內）：與行政院院長共同為中華民國的行政首長。配屬兩個機關輔佐總統，分別為總統府及國家安全會議。此外，總統可授權副總統處理特定政務。
- 行政院：最高行政机关，行政院院長領導內閣，並與總統為共同主导行政的双首长。行政院院長由總統直接任命，不須再經立法院同意；總統向全國人民負責，行政院院長與部會首長則代表總統向立法院負責。
- 立法院：最高立法机关，国民大会结束运作后成为中华民国国会，实行一院制，負責質詢行政院院長及其部會首長、審查預算、同意人事任命，擁有对行政院院长有不信任权，以及彈劾總統、副總統權。此外，依照《憲法增修條文》規定，司法院院長、司法院副院長以及大法官等職務之候選人，除由總統提名外，還須由立法院決議同意，始得任命之。[32]
- 司法院：最高司法机关，实务上并不职司审判，由辖下的各级法院、行政法院及懲戒法院任之，而实际为一个司法行政机关。司法院設有憲法法庭，執掌政黨違憲解散等事項。
- 考試院：最高考试机关，其衔称中的“考试”一词，不仅指文官及公務人员的考选，也包括有关文官人事行政的相关事务，与教育界的“考试”无关。
- 監察院：最高监察机关，行使彈劾權（彈劾除了總統及副總統的公務人員）、糾舉權、監察權（調查權）、監試權及審計權。

#### 香港的權力分立與制衡
香港自港英年代以來，一直實行行政主導。與英國近似，有基本的權力分立，雖然並沒有明文規定。
香港殖民地時期的政制，港督由英國君主任命，而立法局在1984年之前，仍全由港督委任產生（僅分為官守及非官守議員），可說政府完全控制行政、立法權，另外，司法權是獨立於二權以外，但香港政府理論上受英國議會監察。1997年6月，港府印製，在主權交接典禮時，派給中外記者介紹香港的背景資料中，提及香港的政治制度是按照「三權分立」原則建立，有一個行政主導的政府。
《香港基本法》起草時，經過反覆討論，起草委員會的多數委員認為，根據中英聯合聲明，未來香港特別行政區享有行政權和立法權，行政機關和立法機關都具有一定權力，保證權力行到正確行使，受到有效監督，防止某一方面權力過大，失去制衡，將有利於香港特別行政區政治體制運行、經濟發展和香港長期穩定和繁榮；行政機關和立法機關之間應相互制衡；為保證香港特別行政區之高效率，行政機關和立法機關之間還應相互配合；香港特區政治體制被中共形容為「司法獨立，行政機關和立法機關既相互制衡又相互配合」:131。
1997年香港主權移交後，關於權力分立的見解，有兩派不同意見。
《基本法》第二條規定，中華人民共和國全國人民代表大會授權香港特別行政區，依照本法的規定實行高度自治，享有行政權、立法權、獨立的司法權（包括終審權）。民主派認為香港基本上行使三權分立的政治架構，因為《基本法》將行政、立法和司法置於三個不同權力單位上，是互相制衡。建制派及香港特別行政區政府在主權移交後的幾年內，仍認為三權分立為香港核心價值，但後來認為，按照《基本法》，香港屬行政主導，由政府主導立法程序，不屬三權分立，但司法權是獨立於二權以外，因此香港有獨立的司法權。2001年及2010年，首任終審法院首席法官李國能均於公開場合對外表示，認為香港行政、立法及司法機關「互相制衡，三權分立」。2011年，時任終審法院常任法官陳兆愷，及2014年，時任終審法院首席法官馬道立亦公開表明，香港實行三權分立。前香港政制事務局局長林瑞麟曾在立法會會議上表示，香港「已經有三權分立」，後來卻形容行政與立法機關是「互相制衡、互相配合」，香港三權分立不同外國。2007年，時任中華人民共和國全國人大委員長的吳邦國認為，香港的制度不是三權分立而是行政主導，是處於中華人民共和國的完全主權之下。但直至2018年，時任運輸及房屋局局長陳帆在立法會的「一地兩檢」會議時指出，香港實行「三權分立」。。
事实上香港政局出现了“立法会有票无权、政府有权无票”的情况，体现在：
- 政府部门：基本法赋予了行政长官在立法会否决政府提案時，在征询行政会议意见后，可提请解散立法会，但若重选后的立法会再度否决该议案，行政长官必须辞职。而政府部门向立法会提出的法案简单多数制就可通过。
- 立法会：《基本法》赋予立法会拥有监察政府施政的权力，《立法会（权力及特权）条例》则赋予立法会不同調查特权，以达致有效监察政府的功能。议会提案不涉及公共开支或政治体制或政府运作者，可由立法会议员个别或联名提出，得到通过须地区直选及功能组别两组议员同时通过；凡涉及政府政策者，在提出前必须得到行政长官的书面同意，否则不得提出。立法会虽然也能调查并弹劾行政长官，但不能直接使其下台。

这使得政府能够有力地制衡立法会，在一定程度上主导政府运转，但其对司法機構及廉政公署、審計署等独立机构的制衡，则相对较弱。
而教育局網站曾存取2011年法官陳兆愷所撰寫的簡報《基本法、法治與香港的優勢》，文件當中的「法治作為一種制度」章節，列出了「權力分立（或稱三權）」，解釋政府的職能可由立法、行政及司法機關執行各別的功能，又指機關的設置能避免權力集中和權力濫用。相關文件在2020年被刪除。而一本2013年出版的初中經濟及公共事務科課本，提及香港是「權力分立」、「Separation of Powers」，行政、立法、司法互相制衡。
2020年8月31日，時任教育局局長楊潤雄於宣佈全香港學校下月復課的記者會上，回應有通識科教科書出版社，接受當局諮詢計劃後，刪走書上有關香港實行三權分立的內容時，表示香港無論主權移交前及移交後，都沒有三權分立制度，此點需要在教科書上說出。翌日，行政長官林鄭月娥於記者會上公開表示，完全支持楊潤雄的說法，指香港無三權分立。強調行政、立法和司法機關互相配合和制衡，但都是要經行政長官向中央負責。形容香港的三權關係是各司其職，希望可以互相配合。
此外，香港的政策，主權移交前由港督會同行政局決定，97後變成行政長官會同行政會議決定。不論是行政局或行政會議，部分成員也同時是立法局或立法會的成員。當同一個人同時擔任行政和立法機關的職務時，兩權集於一身而不是分開，所以這並不構成嚴緊的三權分立，因為制衡的作用已經失去。 這種運作模式在1992年前英國統治期間早已存在，並且在1997年後一直沿用至今。

#### 伊朗的伊斯兰共和制
伊朗是一个由什叶派主导的伊斯兰共和制国家。伊斯兰教在伊朗拥有至高无上的道德权威，是公共生活的最高准则。
根据伊朗宪法，最高领袖是伊朗在宗教上及中央政治的最高领导人，以及伊朗军队的最高统帅，并终生任职，而民选的总统居于次要地位。伊朗的建国领袖即明确拒绝西方民主体制，首任最高领袖霍梅尼清楚地表示，在理想的政体中，国家权力应该由乌理玛执掌，这使得民主选举产生的国家机关权力受到限制，这种将神权统治和民主相结合的制度，使其政治体制和权力分配十分独特，并设立了特殊的国家机构。
- 专家会议：是督察最高领袖的机构，并有权选举最高领袖，必要时甚至可将最高领袖罢免，不过这种情况还从未发生过。
- 系统确定国家利益委员会：是由最高领袖委任的行政议会，主要职能是调节议会和宪法监督委员会之间的矛盾，并作为最高领袖顾问。
- 宪法监督委员会：由6名乌理玛和6名律师组成的集立法、行政、司法职责于一身的特殊机构，掌握驳回议会法案、审查选举候选人和解释宪法权力。

#### 泰国的多元化权力结构
泰国的政治局势比较复杂，近年来制定的新宪法设立了“宪法机构”，这些机构并不隶属于政府，且独立于国会和法院之外，独立行使宪法赋予的职权，在传统的、以三权分立为样板的权力分立模式之外，添加了很多职能部门。
- 选举委员会：是最高选举机构，有权对全国的选举工作进行督查。
- 申诉办公室（英语：Office of the Ombudsmen Thailand）：是最高申诉机构，主要受理并调查公民对政府提出的各种投诉。
- 审计委员会：是最高审计机构，对各国家机构的财政收支状况进行审计。
- 反贪委员会（英语：National Anti-Corruption Commission）：是最高反贪机构，主要对调查侦查公务员的贪污受贿案。
- 国家人权委：是最高人权机构，调查公民对侵犯人权的行为或与宪法相违背的投诉。

## 中國共產黨的觀點
中國共產黨认为，美国三权分立的分权和制衡，成为了协调资产阶级内部权力分配的机制；其次，实行三权分立、权力制衡的结果，是三大权力机关之间互相扯皮，导致效率低下；最后，三权分立的原则难以在政治实践中真正贯彻，在当代，国家元首的行政权力居于主导地位。究其本质而言，美式的三权分立本质上是资产阶级民主制度。
2017年8月6日，《人民日報》發表署名評論文章，指出三權分立令政府未能及時應對社會經濟問題，會窒礙政府施政，更是導致西方國家「普選民主走進死胡同」。2019年2月，新华社引述中共中央报刊《求是》报道称，中共中央总书记习近平在中央全面依法治国委员会首次会议上发言，指出要从中国国情和实际出发，走适合自己的法治道路，决不能照搬别国模式和做法，决不能走西方宪政、三权鼎立和司法独立的路。2023年2月，中共中央办公厅、国务院办公厅印发的《关于加强新时代法学教育和法学理论研究的意见》重申了这一立场。

## 延伸閱讀
- Peter Barenboim, Biblical Roots of Separation of Powers（页面存档备份，存于）, Moscow, Letny Sad, 2005. ISBN 5-94381-123-0, Permalink: http://lccn.loc.gov/2006400578Archive.today的存檔，存档日期2012-07-12
- Biancamaria Fontana (ed.), The Invention of the Modern Republic（页面存档备份，存于） (2007) ISBN 978-0-521-03376-3
- W. B. Gwyn, The Meaning of the Separation of Powers (1965) (no ISBN)
- Bernard Manin, Principles of Representative Government（页面存档备份，存于） (1995; English version 1997) ISBN 0-521-45258-9 (hbk), ISBN 0-521-45891-9 (pbk)
- José María Maravall and Adam Przeworski (eds), Democracy and the Rule of Law（页面存档备份，存于） (2003) ISBN 0-521-82559-8 (hbk), ISBN 0-521-53266-3 (pbk)
- Paul A. Rahe, Montesquieu and the Logic of Liberty (2009) ISBN 978-0-300-14125-2 (hbk), ISBN 978-0-300-16808-2 (pbk)
- Iain Stewart, "Men of Class:  Aristotle, Montesquieu and Dicey on 'Separation of Powers' and 'the Rule of Law'" 4 Macquarie Law Journal 187 (2004)
- Iain Stewart, "Montesquieu in England: his 'Notes on England', with Commentary and Translation" (2002)
- Alec Stone Sweet, Governing with Judges: Constitutional Politics in Europe（页面存档备份，存于） (2000) ISBN 978-0-19-829730-7
- M. J. C. Vile, Constitutionalism and the Separation of Powers (1967, Indianapolis: Liberty Fund, 1998) Second edition. ISBN 0-86597-174-9 (hbk), ISBN 0-86597-175-7 (pbk)
- Reinhold Zippelius, Allgemeine Staatslehre/Politikwissenschaft (= Political Science), 16th edition, § 31, C.H. Beck, Munich, 2010, ISBN 978-3-406-60342-6
- Evan C. Zoldan, Is the Federal Judiciary Independent of Congress?（页面存档备份，存于）, 70 Stan. L. Rev. Online  135 (2018).

## 外部連結
- Polybius and the Founding Fathers: the separation of powers（页面存档备份，存于）
- Arbitrary Government Described and the Government of the Massachusetts Vindicated from that Aspersion (1644)（页面存档备份，存于）